# Tom Cora
Tom Cora, né Thomas Henry Corra le 14 septembre 1953 à Richmond en Virginie (États-Unis) et mort le 9 avril 1998 à Draguignan (France), est un violoncelliste et compositeur américain. Il est en particulier connu pour son travail expérimental et d'improvisation libre. Il a notamment enregistré avec John Zorn, Butch Morris, Hans Reichel et The Ex, et fait partie des groupes Curlew (en), Third Person et Skeleton Crew.

## Discographie
Ci-dessous une sélection d'enregistrements auxquels Tom Cora a participé, classée par ordre chronologique.

### Groupes et projets
- 1979 Andrea Centazzo (en): Environment for Sextet (LP Ictus Records (en))
- 1979 Eugene Chadbourne: 2000 Statues and the English Channel (LP Parachute Records (en))
- 1981 Curlew (en): Curlew (LP Landslide Records)
- 1982 John Zorn: Archery (2xLP Parachute Records (en))
- 1983 Tom Cora et David Moss: Cargo Cult Revival (LP Rift Records)
- 1984 Skeleton Crew: Learn to Talk (en) (LP Rift Records)
- 1985 Duck and Cover (en): Re Records Quarterly Vol.1 No.2 (en) (LP, Recommended Records)
- 1985 Curlew: North America (LP Moers Music (en))
- 1986 Skeleton Crew: The Country of Blinds (LP Rift Records)
- 1988 Curlew: Live in Berlin (LP Cuneiform Records)
- 1989 Tom Cora et Hans Reichel: Angel Carver: Live in Milwaukee and Chicago (CD Free Music Production)
- 1989 René Lussier: Le trésor de la langue (LP Ambiances Magnétique)
- 1990 Nimal : Voix de Surface (LP RecRec Music (en))
- 1991 Third Person : The Bends (CD Knitting Factory Records)
- 1991 Curlew: Bee (CD Cuneiform Records)
- 1991 The Ex and Tom Cora: Scrabbling at the Lock (en) (CD RecRec Music (en))
- 1991 The Hat Shoes: Differently Desperate (LP RecRec Music (en))
- 1993 Curlew: A Beautiful Western Saddle (CD Cuneiform Records)
- 1993 Tetsuhiro Daiku: Yunta & Jiraba (CD Disc Akabana)
- 1993 The Ex and Tom Cora: And the Weathermen Shrug Their Shoulders (en) (CD RecRec Music (en))
- 1994 Richard Teitelbaum (en): Cyberband (CD Moers Music (en))
- 1995 Kazutoki Umezu (en): First Deserter (CD Off Note)
- 1995 Third Person : Lucky Water (CD Knitting Factory Records)
- 1996 Fred Frith: Allies (Music for Dance volume 2) (CD RecRec Music (en))
- 1996 Butch Morris: Testament: A Conduction Collection (10xCD New World Records)
- 1996 Roof: The Untraceable Cigar (CD Red Note Records)
- 1997 Tom Cora and Fred Frith: Etymology (CD-ROM Rarefaction Records)
- 1999 Roof: Trace (CD Red Note Records)
- 1999 Tom Cora and various artists: Hallelujah, Anyway - Remembering Tom Cora (2xCD Tzadik)
- 2005 Skeleton Crew: Learn to Talk / The Country of Blinds (en) (2xCD Fred Records (en))

### Solo
- 1987 Live at the Western Front (LP No Man's Land)
- 1991 Gumption in Limbo (CD Sound Aspects)